# Бэннон, Стивен
Сти́вен Ке́вин «Стив» Бэ́ннон (англ. Stephen Kevin Bannon; род. 27 ноября 1953, Норфолк, Виргиния, США) — американский альтернативно-консервативный политический активист, представляющий Республиканскую партию. С 20 января по 18 августа 2017 года — главный стратег, старший советник 45-го президента США Дональда Трампа по политическим и стратегическим вопросам, один из наиболее влиятельных сотрудников администрации президента.

## Биография

### Образование, военная служба, деловая карьера
Получил степень бакалавра искусств в Политехническом университете Виргинии, магистра искусств — в Джорджтаунском университете и магистра делового администрирования — в Гарвардском университете. С 1976 по 1983 год служил офицером в Военно-морских силах США на Ближнем Востоке, с 1984 по 1990 год работал в банке Goldman Sachs, затем создал собственный инвестиционный банк Bannon & Co, который специализировался на капиталовложениях в средства массовой коммуникации и кинопроизводство (в том числе некоторое время финансировал сериал «Сайнфелд»). Продал инвестиционный бизнес в 1998 году, заработав к этому времени значительное состояние.

### Публицист и консервативный политический активист
Снял в качестве продюсера, сценариста или режиссёра несколько документальных фильмов, при этом одним из первых стал апологетический фильм о Рональде Рейгане «Перед лицом Зла» (In the Face of Evil). На раннем этапе кинематографической деятельности Бэннона на фоне устремлений к борьбе с левыми политическими настроениями его героями стали такие видные деятели «Движения чаепития», как Тед Круз, Рэнд Пол и Майкл Ли. Появились и другие фильмы, в том числе «Огонь из глубины: Пробуждение женщины-консерватора» (Fire from the Heartland: The Awakening of the Conservative Woman), посвящённый политической роли Маргарет Тэтчер, Сары Пэйлин и Энн Коултер, оказавшихся «неожиданным результатом» либерального феминистского движения; «„Occupy“ без маски» (Occupy Unmasked) с критикой движения «Захвати Уолл-стрит»; «Непобеждённая» (The Undefeated) о Саре Пэйлин. Впоследствии Бэннон ужесточил отношение к высшим слоям американского общества, стал соучредителем исследовательской некоммерческой организации «Институт подотчётности правительства», который получил известность благодаря публикации нескольких книг, обвиняющих видных представителей американского истеблишмента в незаконных и неэтичных поступках, например «Наличные Клинтонов: Нерассказанная история о том, как и почему иностранные правительства и бизнесмены помогли обогащению Билла и Хиллари» и «Баксы Буша: Как государственная служба и корпорации помогли обогащению Джеба» (англ. Bush Bucks: How Public Service and Corporations Helped Make Jeb Rich).
После смерти в 2012 году Эндрю Брайтбарта, учредителя правого информационного сайта Breitbart News, Бэннон, уже входивший в совет директоров ресурса, возглавил его в должности председателя вместе с Ларри Соловом (Larry Solov), получившим кресло генерального директора. Сайт нередко критиковал с правых позиций истеблишмент Республиканской партии, в том числе спикера Палаты представителей США Пола Райана (был опубликован материал об обнесённом оградой доме политика в Висконсине, с комментарием, что тот защищает свои частные владения, но не границы государства).
В марте 2018 года «The Washington Post» опубликовала сообщение бывшего сотрудника компании Cambridge Analytica, что Бэннон до 2016 года возглавлял там направление по сбору личных данных американских граждан, в том числе миллионов пользователей Facebook, в рамках использования технологии глубинного анализа для разработки методов предвыборных кампаний республиканцев (в частности, в 2014 году он лично одобрил выделение на эти цели 1 млн долларов).

### В администрации президента Дональда Трампа

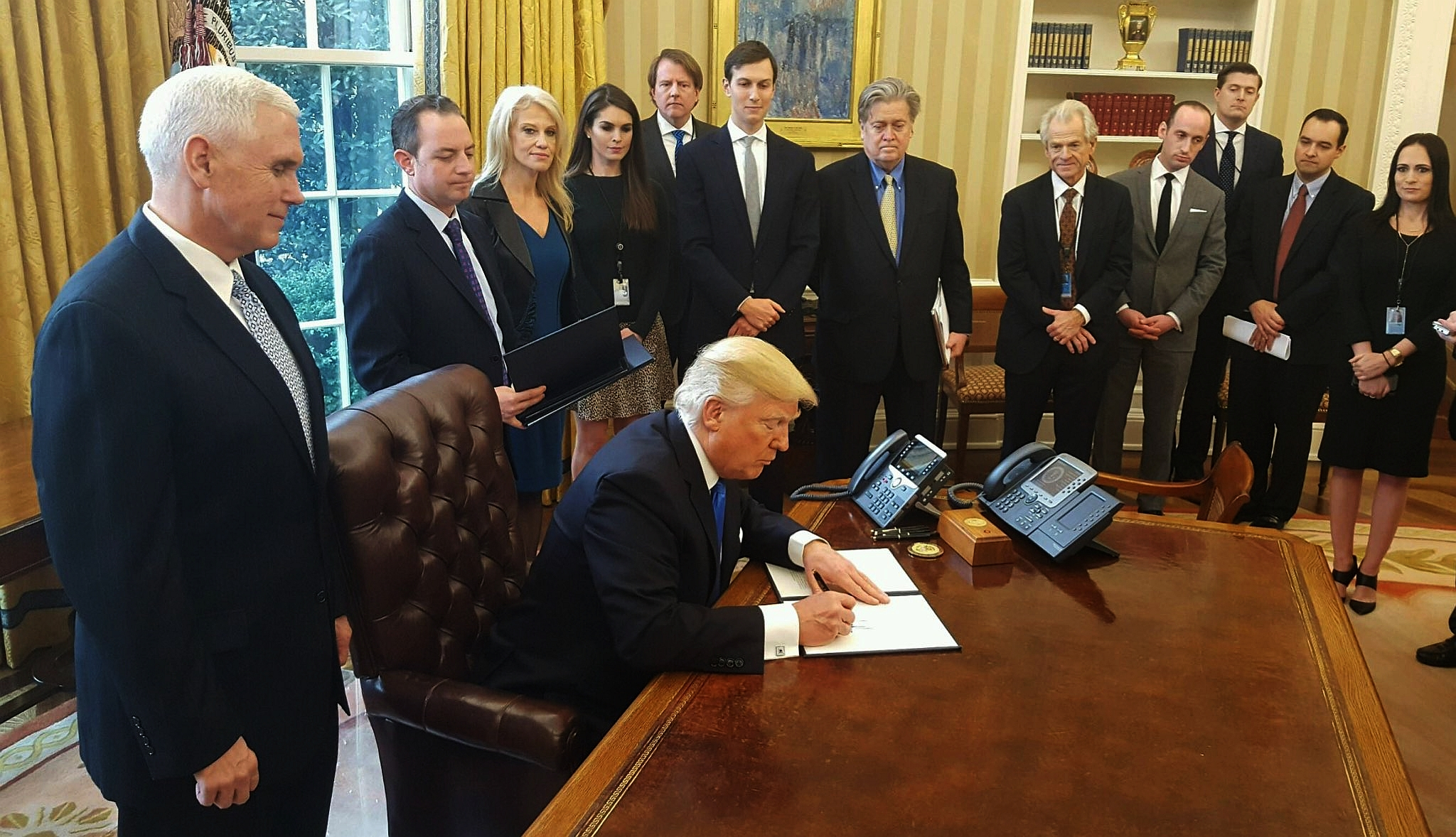
Бэннон в группе сотрудников администрации президента в Овальном кабинете при подписании Дональдом Трампом указов о возобновлении строительства газопроводов Кистоун XL и Dakota Access Pipeline (24 января 2017 года).

17 августа 2016 года кандидат в президенты США Дональд Трамп назначил Бэннона новым руководителем своей избирательной кампании взамен Пола Манафорта, которого обвинили в наличии незаконных финансовых связей с бывшим президентом Украины Виктором Януковичем.
13 ноября 2016 года избранный президент Трамп назначил Бэннона ответственным за стратегический анализ и старшим советником в своей будущей администрации.
15 ноября 2016 года член Палаты представителей США Дэвид Чичиллине инициировал подписанное 169 парламентариями от Демократической партии письмо, которое содержало обвинения против Бэннона в расизме, антисемитизме и сексизме, а также требование к Трампу изменить по этой причине своё решение о назначении Бэннона на ключевой пост в будущей администрации.
28 января 2017 года Дональд Трамп своим указом включил Бэннона в постоянный состав Совета национальной безопасности США, одновременно исключив из него начальника объединённого комитета начальников штабов и директора национальной разведки, которые с этого момента могут участвовать в заседаниях только в случаях рассмотрения вопросов, входящих в их компетенцию. Бэннон считался одним из наиболее влиятельных сотрудников администрации Трампа.
В начале февраля 2017 года стало известно о том, что Бэннон возглавил вновь созданную совместно с другим старшим советником Джаредом Кушнером Группу стратегических инициатив, которая, как предполагалось, должна была стать самостоятельным аналитическим центром, не дублирующим работу ни одной из других структур в администрации при подготовке рекомендаций для президента Трампа.
5 апреля 2017 года президент Трамп вывел Бэннона из Совета национальной безопасности США.
18 августа 2017 года ушёл в отставку с поста старшего советника на фоне разногласий в Белом доме и протестов в Шарлотсвилле. Сам Бэннон заявил, что его отставка была запланирована, но её пришлось отложить из-за столкновений в Шарлотсвилле.

### После Трампа
После ухода с поста старшего советника президента Трампа вновь возглавил Breitbart.
3 января 2018 года были опубликованы выдержки из готовящейся к публикации книги журналиста Майкла Вульфа о внутренней жизни Белого дома при Трампе, в частности в связи с расследованием предполагаемого вмешательства России в американские выборы 2016 года. Среди обнародованных материалов оказалось заявление Стивена Бэннона, назвавшего «предательской и непатриотичной» встречу группы руководителей избирательной кампании Трампа (в том числе его сына Дональда Трампа-младшего) в июне 2016 года с российским адвокатом, после чего адвокат президента Трампа выступил с заявлением о возможном вчинении иска Бэннону с обвинением в диффамации посредством клеветы, а также в нарушении его письменных обязательств по отношению к бывшим работодателям.
В январе 2018 года был вынужден покинуть пост руководителя Breitbart News. Также об отказе финансировать деятельность Бэннона заявила миллиардерша Ребека Мерсер.
16 января 2018 года Бэннон, вызванный повесткой для дачи показаний Комитету по разведке Палаты представителей на тему связей администрации Трампа с Россией, отказался отвечать на вопросы конгрессменов в закрытом заседании Комитета, сославшись на запрет Белого дома.
Позднее в 2018 году возглавил в Брюсселе аналитический центр «Движение», призванный консолидировать правых политиков по всей Европе в преддверии выборов в Европарламент (его официально зарегистрировал ещё 9 января 2017 года бельгийский евроскептик Михаэль Модрикамен, лидер Народной партии). 7 сентября 2018 года к работе центра подключился лидер итальянской «Лиги Севера», министр внутренних дел Маттео Сальвини.
Особое внимание уделяет использованию социальных сетей в политических целях в стране и за рубежом. Во время избирательной кампании перед состоявшимися в Испании 28 апреля 2019 года внеочередными парламентскими выборами консультировал по этому вопросу ультраправую партию Голос, сумевшую привлечь на свою сторону значительное число новых избирателей и ставшую по итогам ноябрьских выборов того же года третьей политической силой страны.
3 июня 2020 года вместе с китайским диссидентом, миллиардером Го Вэньгуем организовал в Нью-Йорке политическую рекламную акцию против властей коммунистического Китая: над бухтой летали лёгкие одномоторные самолёты с баннерами «Congratulating a Federal State of New China» (Поздравления федеративному государству Новый Китай).

### Уголовное преследование
21 августа 2020 года Бэннон арестован на яхте Го Вэньгуя близ Уэстбрука (Коннектикут) в рамках начатого прокуратурой Нью-Йорка расследования по подозрению в мошенничестве при сборе средств на проведение агитационной кампании за строительство стены на границе с Мексикой.
20 января 2021 года в прессе появились сообщения о помиловании президентом Трампом буквально в последний день пребывания в должности 73 человек, включая Бэннона (суд по делу Бэннона был назначен на май 2021 года).
21 октября 2021 года Палата представителей США проголосовала за обвинение Бэннона в неуважении к Конгрессу вследствие игнорирования им повесток Комитета Палаты представителей по расследованию захвата Капитолия 6 января 2021 года (максимальное наказание по этому обвинению — год тюрьмы и штраф 100 тыс. долларов).
12 ноября 2021 года федеральное большое жюри официально предъявило Бэннону обвинение в неуважении к Конгрессу за неявку на слушания по повестке и за отказ предоставить затребованные Конгрессом документы (по каждому из этих обвинений предусмотрена санкция в виде тюремного заключения на срок от 30 дней до одного года).
15 ноября 2021 года Бэннон сдался властям, явившись в вашингтонскую штаб-квартиру ФБР и объявив журналистам у входа, что вместе с соратниками занят «свержением режима Байдена».
22 июля 2022 года федеральное жюри признало Бэннона виновным в неуважении к Конгрессу за отказ дать показания либо предоставить документы комитету Конгресса, расследующему беспорядки в Капитолии 6 января 2021 года. 21 октября 2022 года был приговорен к четырём месяцам тюрьмы и штрафу в $6,500.
8 сентября 2022 года в суде штата Нью-Йорк Бэнону вновь предъявлены обвинения в отмывании денег, заговоре и мошенничестве при сборе средств на строительство стены вдоль границы с Мексикой (помилование президента не распространяется на обвинения, выдвигаемые штатом). Бэннон не признал себя виновным.
6 июня 2024 года Апелляционный суд США по округу Колумбия оставил в силе приговор Бэннону по делу о неуважении к Конгрессу, после чего тот заявил о намерении опротестовать это решение в обращении к полному составу Апелляционного суда и в Верховном суде США.
28 июня 2024 года Верховный суд США отклонил последнюю апелляцию Бэннона и обязал его до 1 июля явиться в тюрьму общего режима в Данбери (Коннектикут) для отбытия 4-месячного срока заключения по обвинению в неуважении к Конгрессу.
29 октября 2024 года, за неделю до президентских выборов с участием Дональда Трампа, Бэннон вышел из тюрьмы по отбытии установленного срока заключения.

## Убеждения
Джон Уивер, политический консультант президентской кампании Джона Кейсика, выразил обеспокоенность по поводу назначения Бэннона в администрацию Трампа, заявив в своём Твиттере: «Расист, крайне правый фашистского толка находится в нескольких шагах от Овального кабинета. Будь предельно бдительна, Америка». Бывший редактор сайта Breitbart News Бен Шапиро назвал Бэннона «разумной версией» Трампа, «агрессивным самовыдвиженцем», который любит козырять связями ради престижа. Сам Бэннон в интервью агентству Bloomberg сказал, что вырос в ирландской рабочей семье, которая традиционно поддерживала Демократическую партию и, в частности, идеалы президента Кеннеди. Однако, находясь в 1979 году на эсминце в Персидском заливе, он был разочарован действиями президента Картера в разрешении кризиса с американскими заложниками в Иране и в значительной степени из-за этого оставил флотскую службу. Однако, результаты республиканского президентства Буша-младшего разочаровали его в не меньшей степени. Критики также называют сайт Breitbart «раем для людей, которые считают телеканал Fox News слишком вежливым и сдержанным».

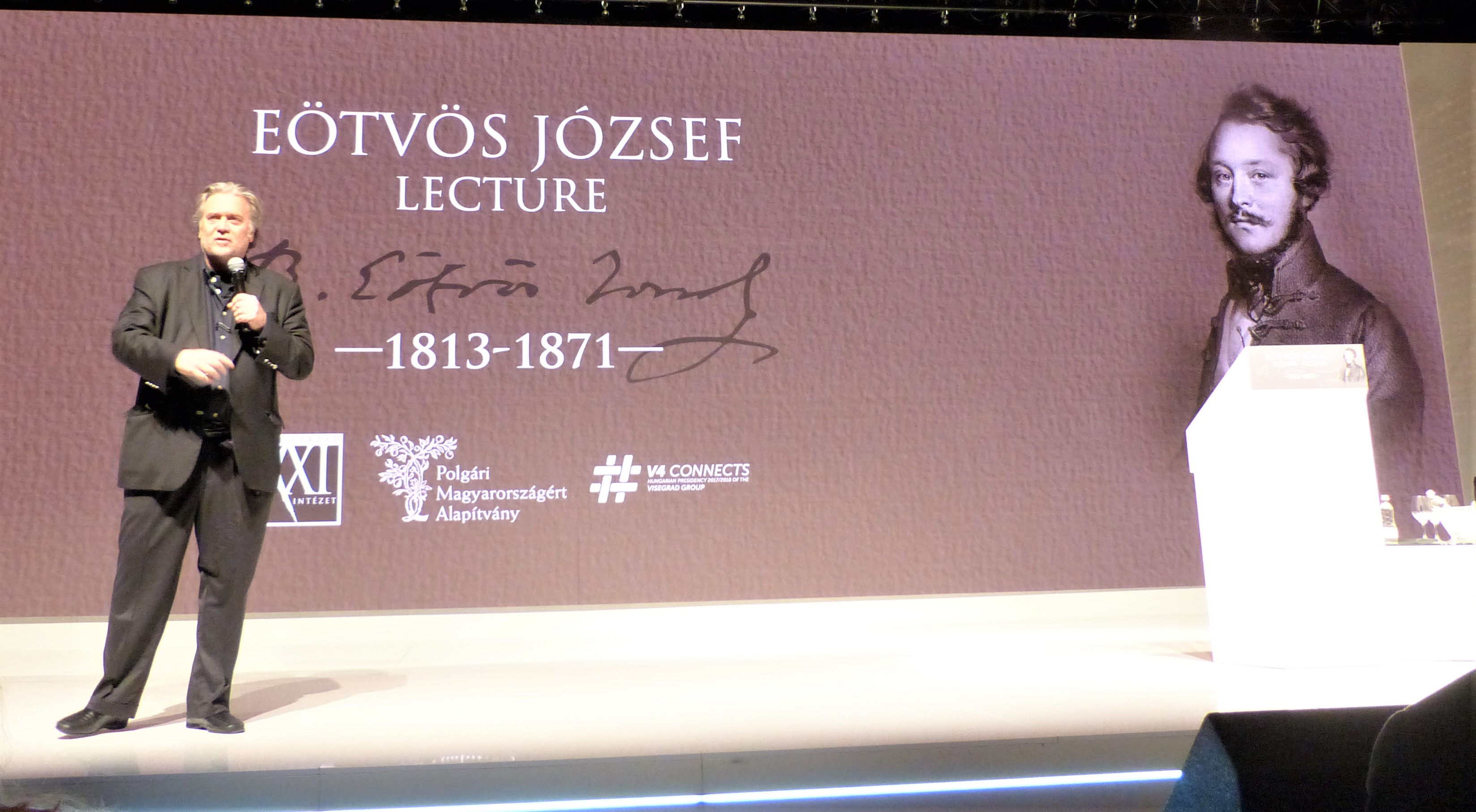
Бэннон с лекцией памяти Йожефа Этвёша в Будапеште (23 мая 2018 года).

В период руководства Бэннона Breitbart News публиковал материалы под заголовками, которые критики считают антиисламскими и сексистскими (сам Бэннон на этом сайте не публикуется).
21 февраля 2025 года Бэннон вызвал международный скандал, когда, завершая своё выступление Конференции консервативного политического действия (CPAC), сделал жест, расцененный как нацистское приветствие.

## Личная жизнь
Бэннон был трижды женат и является отцом трёх дочерей. Первой женой была Кэтлин Хуфф Джордан (Cathleen Houff Jordan), в этом браке родилась дочь Морин Бэннон (Maureen Bannon). По данным на 2011 год Морин, окончившая Военную академию США в Вест-Пойнте, служила в звании второго лейтенанта в 101-й воздушно-десантной дивизии. В 1995 году вступил во второй брак, в том же году родились две дочери-близнецы.
В 1997 году Бэннон развёлся со своей второй женой Мэри Луизой Пиккард (Mary Louise Piccard), которая обвиняла его в домашнем насилии и антисемитизме (по её словам, он отказывался отдать их дочерей в одну из престижных частных школ Лос-Анджелеса, «потому что не хотел, чтобы они учились вместе с евреями».
В 2009 году распался третий брак Бэннона — с Дайан Клоузи (Diane Clohesy). По сообщениям прессы, в 2016 году он зарегистрировался в качестве избирателя по адресу дома во Флориде, который арендовал для бывшей третьей жены в 2015 году, но сам никогда там не жил.